# Psalidodon fasciatus
Psalidodon fasciatus  es una especie de pez de la familia Characidae.

## Morfología
Los machos pueden llegar alcanzar los 16,8 cm de longitud total y 69,7 g de peso.

## Alimentación
Come peces pequeños. 

## Depredadores
Es depredado por el murciélago pescador ( Noctilio leporinus).

## Hábitat
Vive en ríos y arroyos sin corrientes fuertes y de clima subtropical (entre 20 °C-25 °C). Especie Invasora.

## Distribución geográfica
Se encuentra desde México hasta Argentina.

## Uso gastronómico
Su carne es sabrosa pero con muchas espinas; en algunas localidades de los estados de Veracruz y Oaxaca forma parte de los platillos tradicionales, se come frito y/o en pilte (tamal de pescado)